# Coquillettomyia photophila
Coquillettomyia photophila är en tvåvingeart som beskrevs av Dali Chandra 1993. Coquillettomyia photophila ingår i släktet Coquillettomyia och familjen gallmyggor. Inga underarter finns listade i Catalogue of Life.